# Abdelaziz Ben Ammar
Abdelaziz Ben Ammar (ar. عبد العزيز بن عمار; ur. 6 lipca 1992) – tunezyjski judoka. Uczestnik mistrzostw świata w 2014, 2015 i 2018. Startował w Pucharze Świata w latach 2010, 2012, 2014-2017, 2022-2025. Złoty medalista igrzysk afrykańskich w 2023 i brązowy w 2015. Zdobył jedenaście medali na mistrzostwach Afryki w latach 2013 - 2025. Triumfator igrzysk panarabskich w 2023, a także igrzysk śródziemnomorskich w 2018 i dziesiąty w 2022 roku.